# Grindul Caraorman
Grindul Caraorman este un grind situat în mijlocul deltei Dunării, între brațele Sulina și Sfântu Gheorghe. Suprafața sa variază între 165 și 5.680 ha, în funcție de oscilațiile hidrografice.

## Descriere
În partea de sud, suprafața grindului se lățește și se ramifică în mai multe subgrinduri, separate prin lacuri sau japșe. Solul, ce coboară până la 44 m, se compune din nisipuri cuarțoase, grosiere, de culoare cenușie-gălbuie și necoezive, care sub acțiunea vântului au dus la formarea de dune mișcătoare cu o înălțime ce poate depăși 10—12 m.
Grindul Caraorman, care se află între localitățile Crișan și Sfântu Gheorghe, formează împreună cu grindul Letea, cele 2 insule ale Deltei, formate prin acțiunea Dunării și a mării. Practic, grindul Caraorman și grindul Letea formau în trecut un cordon de nisip ce bloca golful Tulcea. Ulterior, acesta s-a colmatat, dând naștere Deltei.

## Depozite de nisip cuarțos
Pe grindul maritim Caraorman se află așezarea cu același nume. Aici s-a încercat exploatarea nisipului cuarțos (90,80 % SiO2 - Dioxid de siliciu) care putea fi întrebuințat la fabricarea sticlei și în metalurgie. Lucrările, destul de avansate, au fost abandonate imediat după 1989.
În prezent, satul poartă rănile anilor comunismului, cu ruine a ceea ce se dorea a fi cel mai mare combinat de fabricare a sticlei din Europa. Un complex de șase blocuri de locuințe degradate, construcții de beton - silozuri și hale neterminate sunt tot ce a mai rămas.